# Baranagar
Baranagar oder Barahanagar (bengalisch বরানগর) ist eine Großstadt (Municipal Council) mit ca. 250.000 Einwohnern im Großraum (agglomeration) von Kalkutta im indischen Bundesstaat Westbengalen. Baranagar ist Sitz des Indian Statistical Institute.

## Lage
Baranagar liegt auf dem Ostufer des Flusses Hugli in einer Höhe von ca. 10 m ü. d. M. ca. 10 km (Fahrtstrecke) nördlich von Kalkutta. Das Klima ist meist schwülwarm; Regen fällt hauptsächlich in den Monsunmonaten Mai bis Oktober.

## Bevölkerung
Offizielle Bevölkerungsstatistiken werden erst seit 1991 geführt und veröffentlicht. Da die zur Verfügung stehende Fläche dicht bebaut ist, ist eine weitere Zuwanderung kaum noch möglich.
| Jahr      | 1991    | 2001    | 2011    |
| Einwohner | 224.821 | 250.768 | 245.213 |

Knapp 95 % der Einwohner sind Hindus, knapp 3 % sind Moslems und ca. 1 % sind Sikhs; der Rest entfällt auf Christen, Jains, Buddhisten u. a. Wie bei Volkszählungen im Norden Indiens üblich, übersteigt der männliche Bevölkerungsanteil den weiblichen um ca. 8 %.

## Wirtschaft
Baranagar ist in erster Linie eine Vorstadt von Kalkutta. Es gibt kleinere Geschäfte sowie zahlreiche Handwerks- und Dienstleistungsunternehmen. Am Ufer des Hughli hat sich bereits im 19. Jahrhundert eine Jutefabrik angesiedelt; außerdem gibt es eine bedeutende Landmaschinenproduktion und entsprechende Zulieferbetriebe.

## Geschichte
Die für die Schifffahrt günstige Lage am Ufer des Hughli führte im 16. und 17. Jahrhundert zur Ansiedlung portugiesischer und holländischer Handelskontore, die dann im Jahr 1795 von den Briten übernommen wurden.

## Sehenswürdigkeiten
Die einzige Sehenswürdigkeit von historisch-kulturellem Interesse ist der Joy Mitra Kalibari, ein neuntürmiger, der Göttin Kali geweihter bengalischer Tempel mit mehreren kleineren Begleitschreinen aus den Jahren 1850/51. Neuere Hindu-Tempel sind Annapurna und Omkarnath/Shiva geweiht; ein Ramakrishna-Tempel, ein Gurdwara der Sikhs und eine Moschee stehen über das Stadtgebiet verteilt.